# 巴哈馬簽證政策
外國公民入境 巴哈马前必須從巴哈馬使領館處取得签证，某些情形下簽證亦可從英國使領館處取得。而享有豁免簽證或落地簽證資格的國家的公民則無需申請簽證，即可前往巴哈馬。

## 分布地圖

巴哈马签证政策
巴哈马
免签 - 8 个月
免签 - 3 个月
电子签

## 簽證政策
除另有說明，以下國家/地區的公民無需簽證即可訪問巴哈馬3個月：
| - 欧盟公民1 \| - 安道尔 - 安地卡及巴布達2 - 阿根廷 - 亞美尼亞 - 巴林 - 玻利维亚 - 巴西 - 加拿大2 4 - 智利 - 中國 - 哥伦比亚 - 多米尼克 - 薩爾瓦多 \| - 斐济 - 格瑞那達 - 香港 - 冰島2 - 以色列 - 牙买加 - 日本 - 基里巴斯 - 科威特 - 賴索托 - 列支敦斯登2 - 马拉维 - 马来西亚 - 馬爾地夫 - 马绍尔群岛 - 模里西斯 \| - 墨西哥 - 摩尔多瓦 - 摩納哥 - 纳米比亚 - 瑙鲁 - 新西兰 - 尼加拉瓜 - 北馬其頓 - 挪威2 - 阿曼 - 巴拿马 - 巴拉圭 - 秘魯 - 俄羅斯 - 萨摩亚 - 聖多美和普林西比 - 塞舌尔 - 新加坡 - 所罗门群岛 - 南非 \| - 斯里蘭卡 - 圣基茨和尼维斯 - 圣卢西亚 - 圣马力诺2 - 苏里南 - 瑞士2 - 坦桑尼亚 - 千里達及托巴哥 - 土耳其2 - 乌干达 - 阿联酋 - 英国2 - 美国3 4 - 乌拉圭 - 梵蒂冈 - 委內瑞拉 - 尚比亞 - 辛巴威 \| \| | | | |  |
| - 安道尔 - 安地卡及巴布達2 - 阿根廷 - 亞美尼亞 - 巴林 - 玻利维亚 - 巴西 - 加拿大2 4 - 智利 - 中國 - 哥伦比亚 - 多米尼克 - 薩爾瓦多 | - 斐济 - 格瑞那達 - 香港 - 冰島2 - 以色列 - 牙买加 - 日本 - 基里巴斯 - 科威特 - 賴索托 - 列支敦斯登2 - 马拉维 - 马来西亚 - 馬爾地夫 - 马绍尔群岛 - 模里西斯 | - 墨西哥 - 摩尔多瓦 - 摩納哥 - 纳米比亚 - 瑙鲁 - 新西兰 - 尼加拉瓜 - 北馬其頓 - 挪威2 - 阿曼 - 巴拿马 - 巴拉圭 - 秘魯 - 俄羅斯 - 萨摩亚 - 聖多美和普林西比 - 塞舌尔 - 新加坡 - 所罗门群岛 - 南非 | - 斯里蘭卡 - 圣基茨和尼维斯 - 圣卢西亚 - 圣马力诺2 - 苏里南 - 瑞士2 - 坦桑尼亚 - 千里達及托巴哥 - 土耳其2 - 乌干达 - 阿联酋 - 英国2 - 美国3 4 - 乌拉圭 - 梵蒂冈 - 委內瑞拉 - 尚比亞 - 辛巴威 |  |

1 – 比利時，丹麥，希臘，意大利，盧森堡，荷蘭可以入境停留8個月，其他國家入境可以停留3個月。

2 – 可以入境停留8個月

3 – 美國本土居住的美國公民可以入境停留8個月；在關島，北馬裡亞納群島，美屬薩摩亞，波多黎各和美屬維爾京群島居住的美國公民可以入境停留3個月。

4 - 包括永久居民卡持有人在内可以入境停留最多30天的。
持給海地的外交或公務護照以及古巴的外交、公務或官方護照都不需要巴哈馬簽證。
與 印度簽署了外交和公務護照免簽證協定，但尚未批准。
2024 年 9 月与卢旺达签署了所有护照持有人的免签证协议，但尚未生效。
落地簽證
擁有加拿大、英國、美國或申根成員國簽證的 印度公民，可以。在入境時獲得停留最多90天的簽證。

## 电子签
其他国家的公民必须获得电子签证。

## 遊輪乘客
往返巴哈馬的遊輪乘客必須要申請入境簽證，進入和離開必須乘坐遊輪。

## 訪客統計
到達巴哈馬的大多數遊客來自以下國家：
| 國家   | 2015      | 2014      | 2013      |
| ------ | --------- | --------- | --------- |
| 美国   | 1,146,272 | 1,107,328 | 1,067,355 |
| 加拿大 | 151,739   | 144,141   | 123,744   |
| 英国   | 28,022    | 23,831    | 24,006    |
| 法國   | 13,353    | 13,288    | 14,004    |
| 德国   | 9,906     | 10,059    | 8,934     |
| 義大利 | 8,815     | 9,102     | 8,362     |
| 巴西   | 8,388     | 9,350     | 8,880     |
| 牙买加 | 不適用    | 不適用    | 6,291     |
| 瑞士   | 5,751     | 5,489     | 5,045     |
| 阿根廷 | 5,090     | 4,805     | 5,047     |
| 合計   | 1,483,915 | 1,427,066 | 1,365,586 |